# 绯袴

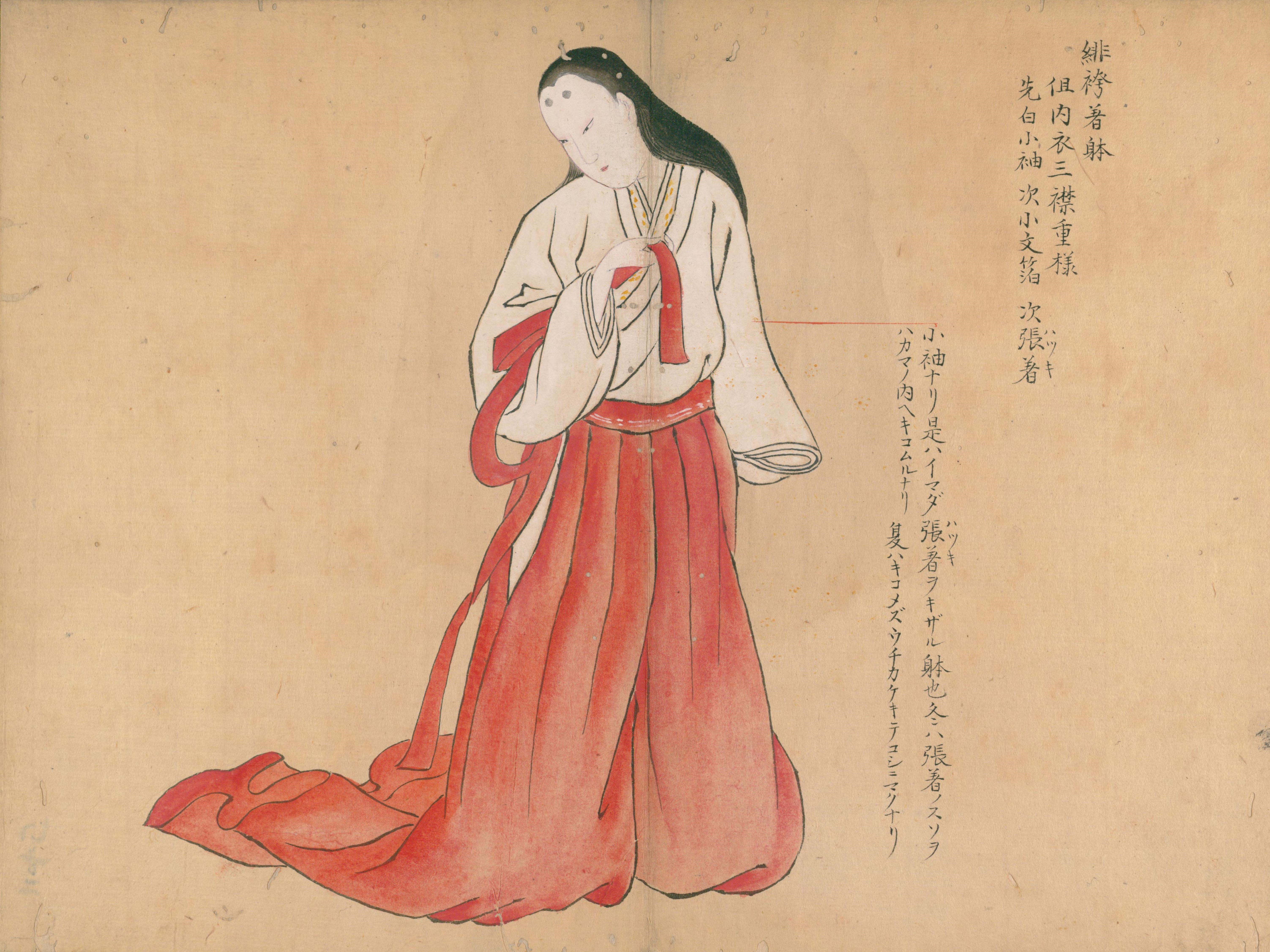
《服装穿着图》（藏于国立国会图书馆）中的《绯袴》图

绯袴（假名：ひばかま） ，也被称为红袴（假名：くれないのはかま），是和服下装的一种。广义上是指红色系的袴，狭义上是指自平安时代中期以后主要是宫廷女性作为下装所穿着的袴。现今也作为巫女服使用。

## 颜色

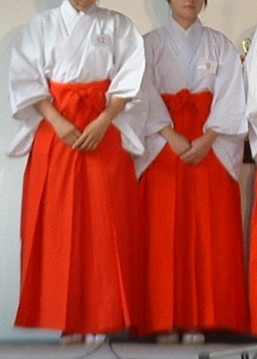
典型的巫女穿着的绯袴

作为女性装束穿着的袴一般都称为“绯袴”，但根据穿着者的年龄等因素颜色有所不同。年轻人一般使用绯红色和红色。在今天，这一传统仍然存在于宫廷服饰和神社的巫女服中。
红花的深红色自平安时代以来就深受女性喜爱，常用于正式场合。虽然由于红花昂贵和使人联想到火灾而曾多次颁布禁令，但没有效果。如延喜17年（917年）三善清行所发表的意见书《政事要略》中也表达了对绯袴流行的担忧。
在遇到不幸时则会穿着萱草色的袴。萱草也被称为忘忧草，代表抚慰离别的悲伤。另外在平安时代，人们移居时为避讳“火”会改穿白袴，但在镰仓末期这一传统已经消失。

##### 色样
| 绯红 |  | 红色 |  | 萱草色 |  |

## 行灯袴和绯袴
明治时期，教育家下田歌子在学习院的前身贵族女子学校发明了女学生专用的行灯袴，一般也被称为女袴。这种袴已不再是裙裤的样式而变为了裙子，但名称上仍然称为袴。在受到好评后也制作了行灯式的绯袴。现在的主流绯袴都是行灯样式的。

## 相关项目
- 巫女服
- 袴